# FA Cup 1981-1982
La FA Cup 1981–82 fu la 101ª edizione della più vecchia competizione calcistica, The Football Association Challenge Cup, o più comunemente detta FA Cup.
La competizione finì il 22 maggio 1982 allo stadio Wembley di Londra. L'incontro vide avversarie due squadre di Londra, il Tottenham e il Queens Park Rangers, con il Tottenham vincitore del trofeo per 1–0 nello spareggio effettuato dopo l'1-1 del primo incontro.

## Semifinali
Gli incontri si giocarono il 3 aprile 1982. Il Tottenham e il Queens Park Rangers vinsero e passarono alla finale.
| Birmingham 3 aprile 1982, ore 12:15 (GMT 0)                    | Tottenham Hotspur | 2 – 0 | Leicester City | Villa Park |
| \| \| \| \| \| Crooks 56’ Wilson 76’ (aut.) \| Marcatori \| \| |                   |       |                |            |
|                                                                |                   |       |                |            |
| Crooks 56’ Wilson 76’ (aut.)                                   | Marcatori         |       |                |            |

| Londra 3 aprile 1982, ore 15:00 (GMT 0) | Queens Park Rangers | 1 – 0 | West Bromwich | Highbury Stadium |
| \| \| \| \| \| Allen \| Marcatori \| \| |                     |       |               |                  |
|                                         |                     |       |               |                  |
| Allen                                   | Marcatori           |       |               |                  |

## Finale
La finale fu giocata allo stadio Wembley il 22 maggio 1982. Lo spareggio venne fatto il 27 maggio 1982.
| Londra 22 maggio 1982, ore 15:00 (BST)                     | Tottenham Hotspur | 1 – 1 (d.t.s.) | Queens Park Rangers | Wembley (100 000 spett.) |
| \| \| \| \| \| Hoddle 110’ \| Marcatori \| 115’ Fenwick \| |                   |                |                     |                          |
|                                                            |                   |                |                     |                          |
| Hoddle 110’                                                | Marcatori         | 115’ Fenwick   |                     |                          |

| Tottenham | Queens Park Ranger |

Spareggio
| Londra 27 maggio 1982, ore 15:00 (BST)             | Tottenham Hotspur | 1 – 0 | Queens Park Rangers | Wembley (90 000 spett.) |
| \| \| \| \| \| Hoddle 6’ (rig.) \| Marcatori \| \| |                   |       |                     |                         |
|                                                    |                   |       |                     |                         |
| Hoddle 6’ (rig.)                                   | Marcatori         |       |                     |                         |

| Tottenham | Queens Park Rangers |